# Розгін (роман)
Розгін — роман Павла Загребельного 1975 року лауреат Державної премії СРСР 1980 р. Складається з чотирьох книг: «Айгюль», «В напрямі протоки», «Ой крикнули сірі гуси», «Персоносфера». Роман відносится до піджанру соціалістичний реалізм.

## Короткий опис
Роман про кібернетику. Тільки-но закінчилися гоніння на неї й її почали визнавати наукою. Академік Карналь, головний герой твору, — колишній в'язень концтабору. Павло Загребельний у роки війни теж пройшов крізь жахіття концтаборів, тому в якійсь мірі Карналь списаний з нього, але поміщений не в письменницьке, а в наукове середовище. І ось цю суміш — кібернетики і колишнього в'язня концтабору — Загребельний виплеснув на сталіністів, які вільно себе почували в часи брежнєвського застою. Можна говорити про справжній подвиг письменника. В умах сталіністів кібернетика все ще залишалася ворожою наукою, надбанням капіталізму, йшла врозріз з постулатами Маркса-Леніна-Сталіна. А в'язень концтабору, навіть реабілітований, все одно залишався для них ворогом народу.
Антипод Карналя — Кучмієнко; різко окреслюючи цей тип Загребельний звернувся до важливої проблеми психології цинізму, живучості кар'єристів і пристосуванців у суспільстві, утверджуючи значення моральної відповідальності вчених перед людством.

## Склад
Роман «Розгін» складається з чотирьох книг:
- Айгюль
- В напрамі протоки
- Ой крикнули сірі гуси
- Персоносфера

Кожна з цих книг написана у своїй тональності й з того чи іншого боку висвітлює образ академіка Карналя.

## Екранізація
У 1983 році вийшов радянський чотирисерійний телефільм «Прискорення», знятий режисером Григорієм Коханом на Кіностудії ім. О. Довженка. Герой фільму — директор НДІ, вчений-кібернетик Петро Карналь. Картина побудована як ретроспектива спогадів героя про військову юність і супутників життя, приводом для яких стала зустріч із журналісткою Анастасією.